# Cilaus longinasus
Cilaus longinasus is een vlinder uit de familie grasmotten (Crambidae). De wetenschappelijke naam van deze soort is voor het eerst gepubliceerd in 1932 door de Joseph de Joannis.
De soort komt voor in Réunion.